# Typhlotanais peculiaris
Typhlotanais peculiaris är en kräftdjursart som beskrevs av Lang 1968. Typhlotanais peculiaris ingår i släktet Typhlotanais och familjen Nototanaidae. Inga underarter finns listade i Catalogue of Life.